# Oskaloosa (Kansas)
Oskaloosa és una població dels Estats Units a l'estat de Kansas. Segons el cens del 2000 tenia 1.165 habitants.

## Demografia
Segons el cens del 2000, Oskaloosa tenia 1.165 habitants, 439 habitatges, i 291 famílies. La densitat de població era de 494,3 habitants/km².
Dels 439 habitatges en un 35,8% hi vivien nens de menys de 18 anys, en un 49,7% hi vivien parelles casades, en un 11,6% dones solteres, i en un 33,5% no eren unitats familiars. En el 29,8% dels habitatges hi vivien persones soles el 15,5% de les quals corresponia a persones de 65 anys o més que vivien soles. El nombre mitjà de persones vivint en cada habitatge era de 2,53 i el nombre mitjà de persones que vivien en cada família era de 3,14.
Per edats la població es repartia de la següent manera: un 28,3% tenia menys de 18 anys, un 8,7% entre 18 i 24, un 26% entre 25 i 44, un 18,4% de 45 a 60 i un 18,6% 65 anys o més.
L'edat mediana era de 37 anys. Per cada 100 dones de 18 o més anys hi havia 87,6 homes.
La renda mediana per habitatge era de 33.684 $ i la renda mediana per família de 41.477 $. Els homes tenien una renda mediana de 35.043 $ mentre que les dones 23.295 $. La renda per capita de la població era de 15.677 $. Entorn del 9,8% de les famílies i el 13,5% de la població estaven per davall del llindar de pobresa.

## Poblacions més properes
El següent diagrama mostra les poblacions més properes.